# ستراژا (لوزنیتسا)
ستراژا (به صربی: Straža) یک منطقهٔ مسکونی در صربستان است که در لوزنیسا واقع شده‌است. ستراژا ۱٬۰۱۸ نفر جمعیت دارد.